# Walter Pater
Walter Horatio Pater (ur. 4 sierpnia 1839 w Londynie, zm. 30 lipca 1894 w Oksfordzie) – angielski pisarz, krytyk sztuki, wykładowca akademicki. Autor zbioru szkiców Renesans. Rozważania o sztuce i poezji.
Ważnymi wydarzeniami młodości Patera było zobaczenie katedry w Canterbury i przeczytanie książki Modern Painters Johna Ruskina, krytyka sztuki związanego z estetyzmem. W 1858 roku Pater rozpoczął studia w oksfordzkim Queen’s College. Jego ulubionymi pisarzami byli wtedy Gustave Flaubert, Théophile Gautier, Algernon Charles Swinburne i Charles Baudelaire. Podczas podróży do rodziny mieszkającej w Niemczech rozpoczął naukę języka niemieckiego; czytał w oryginale dzieła popularnych wtedy niemieckich filozofów, między innymi G.W.F. Hegla.
W drugiej połowie lat 60. XIX wieku zaczęły ukazywać się pierwsze artykuły Patera poświęcone różnym dziedzinom sztuki; większość z nich, łącznie ze słynnym szkicem o malarstwie Leonarda da Vinci, który rozpoczął kult Mona Lisy, ukazała się w 1873 roku jako Studies in the History of the Rennaissance. Książka wzbudziła wiele kontrowersji, według niektórych krytyków promowała hedonizm i immoralizm, kult sztuki dla sztuki (dla Patera ważne były „pasja poetycka, pragnienie piękna, miłość sztuki ze względu na nią samą”). W drugim wydaniu tytuł zmieniony został na The Renaissance: Studies in Art and Poetry, a kontrowersyjne zakończenie zostało usunięte. Powróciło dopiero, w zmienionej wersji, w wydaniu trzecim w 1888 roku.
Swoją filozofię sztuki rozwijał Pater w kolejnych dziełach, zwłaszcza powieści Marius the Epicurean, która ukazała się w 1885 roku. Kolejne jego zbiory szkiców to między innymi Imaginary Portraits (1887), Appreciations (1889), Plato and Platonism (1893) i wydane pośmiertnie Greek Studies oraz Miscellaneous Studies (1895).
Zarówno treść dzieł Patera, jak i ich wysoka wartość literacka miały duży wpływ na współczesnych brytyjskiego krytyka oraz późniejsze pokolenia. Inspirowali się nimi między innymi prerafaelici, Oscar Wilde czy William Butler Yeats.